# Municipio de Lone Grove
El municipio de Lone Grove (en inglés: Lone Grove Township) es un municipio ubicado en el condado de Fayette en el estado estadounidense de Illinois. En el año 2010 tenía una población de 656 habitantes y una densidad poblacional de 6,87 personas por km².

## Geografía
El municipio de Lone Grove se encuentra ubicado en las coordenadas 38°52′5″N 88°51′50″O / 38.86806, -88.86389. Según la Oficina del Censo de los Estados Unidos, el municipio tiene una superficie total de 95.49 km², de la cual 95,49 km² corresponden a tierra firme y (0 %) 0 km² es agua.

## Demografía
Según el censo de 2010, había 656 personas residiendo en el municipio de Lone Grove. La densidad de población era de 6,87 hab./km². De los 656 habitantes, el municipio de Lone Grove estaba compuesto por el 99,54 % blancos, el 0,3 % eran afroamericanos y el 0,15 % eran de una mezcla de razas. Del total de la población el 0,15 % eran hispanos o latinos de cualquier raza.